# Upplands runinskrifter 668

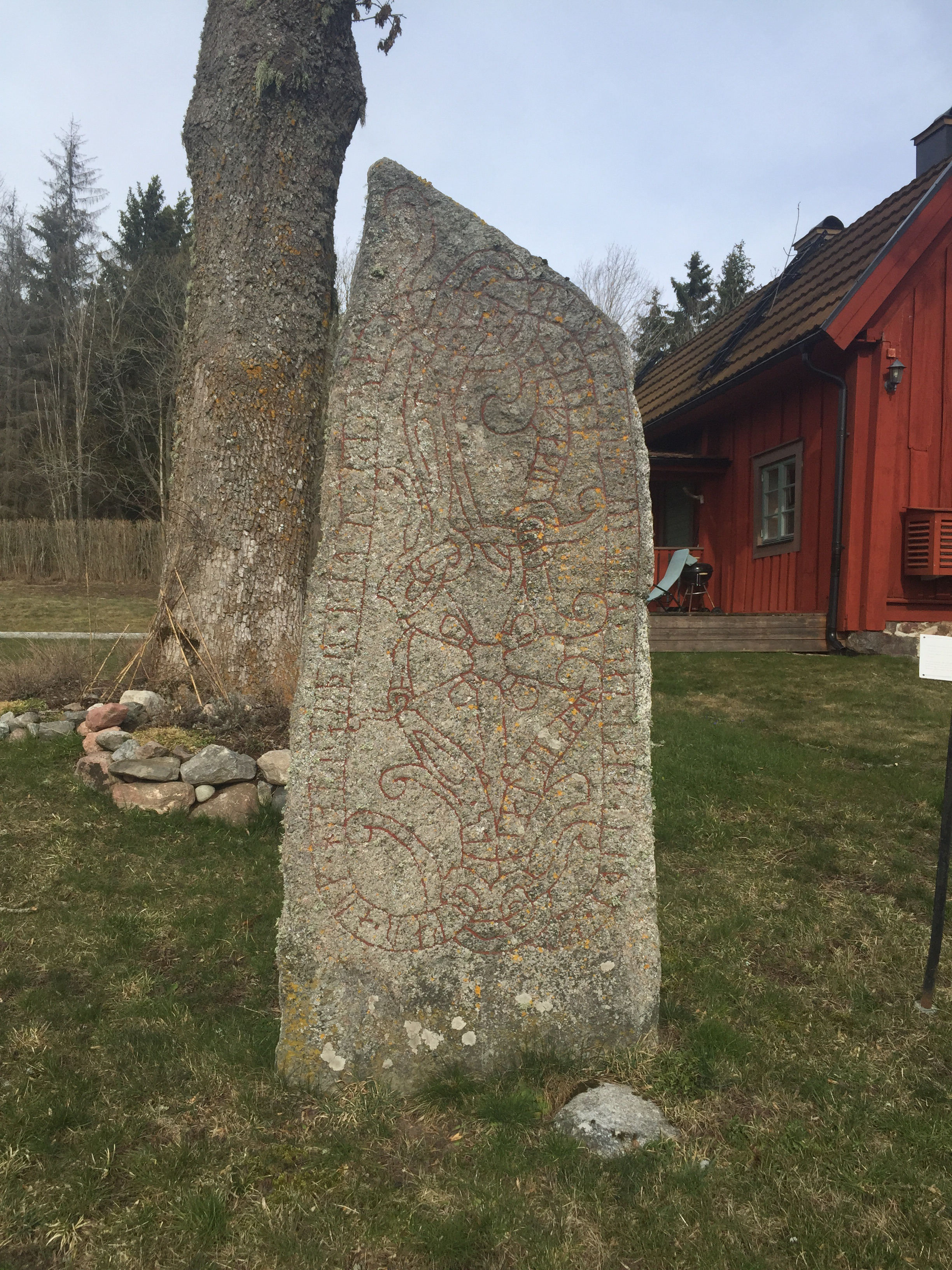
Kålstastenen (U 668). April 2020.

Upplands runinskrifter 668, även kallad Kålstastenen, är en runsten som står i en trädgård vid en torpstuga i Kålsta, Häggeby socken och Håbo kommun, Håbo härad i Uppland. Den har varit parsten med den numera försvunna U 669.

## Beskrivning
Stenen, vars ursprungliga plats är okänd, hittades av en assistent till Johannes Bureus på 1600-talet. Den var då jämte U 669 inmurad i en källare som tillhörde en gammal herrgård, vars huvudbyggnad stod ungefär på samma plats som torpstugan. Därefter försvann stenarna och var förgäves eftersökta i drygt ett århundrade tills U 668 återfanns kring 1860. Stenens budskap är av stort historiskt intresse, eftersom texten handlar om en man som varit västerut och ingått i det engelska Tingalidet, en nordisk elitstyrka som var den danskengelske konungens livgarde. Tingalidet grundades av Knut den store som erövrade England 1016 och det existerade mellan 1018 och 1066.
Skriften börjar som brukligt är vid den nedre ormens huvud, följer sedan dess kropp upp till svanstippen och fortsätter därifrån i den andra ormen och ner till svansen. Ormarna är liksom det inramade korset kopplade med ett par flätade bislingor. Ornamentiken är en brokig blandning av Ringrike- och Urnesstil Pr3. Materialet består av mörk, glimmerrik gnejs. Båda parstenarnas ristningar är skapade av Visäte och Ofeg, vilket framgår av deras signaturer på U 669. Den från runor översatta inskriften på U 668 följer nedan:

## Inskriften
Translitterering av runraden:
' sterkar · auk ' hioruarþr ' letu · reisa · þensa · stein at ' faþur sin keir(a) ' sum ' uestr ' sat ' i þikaliþi · kuþ hialbi salu
Normalisering till runsvenska:
Stærkarr ok Hiorvarðr letu ræisa þennsa stæin at faður sinn GæiRa, sum vestr sat i þingaliði. Guð hialpi salu.
Översättning till nusvenska:
Stärkar och Hjorvard läto resa denna sten efter fader sin, Geire, som västerut satt i Tingalidet. Gud hjälpe själen.